# Konwencja z Buenos Aires
Konwencja z Buenos Aires (inaczej: konwencja panamerykańska) – umowa międzynarodowa podpisana 11 sierpnia 1910 w stolicy Argentyny. Jej zasadniczym celem było uregulowanie kwestii praw autorskich na terenie obu Ameryk. Pojawiło się w niej po raz pierwszy słynne sformułowanie: all rights reserved.

## Treść i znaczenie
Zgodnie z tą konwencją ochrona prawa autorskiego nie mogła przysługiwać automatycznie. Aby ją uzyskać, należało spełnić jednak tylko jeden warunek formalny — umieścić w utworze oświadczenie, w którym zastrzega się swoje prawa do danego utworu. Przykładem takiego komunikatu mogła być np. nota all rights reserved. Sam fakt wydania swojego dzieła nie dawał żadnej ochrony prawnej przed plagiatami czy komercyjnym jego wykorzystywaniem przez osoby trzecie. Założenie to było sprzeczne z konwencją berneńską, przyjętą w 1886 roku i potem wielokrotnie modyfikowaną. 
Przez wiele lat panował spór nad tym, w jakim kierunku ma podążać prawo międzynarodowe; ostatecznie zwyciężyła jednak logika konwencji berneńskiej, a sformułowanie all rights reserved nie ma tak naprawdę żadnej mocy prawnej, ma wyłącznie znaczenie moralne i wychowawcze.

## Kraje, które podpisały konwencję

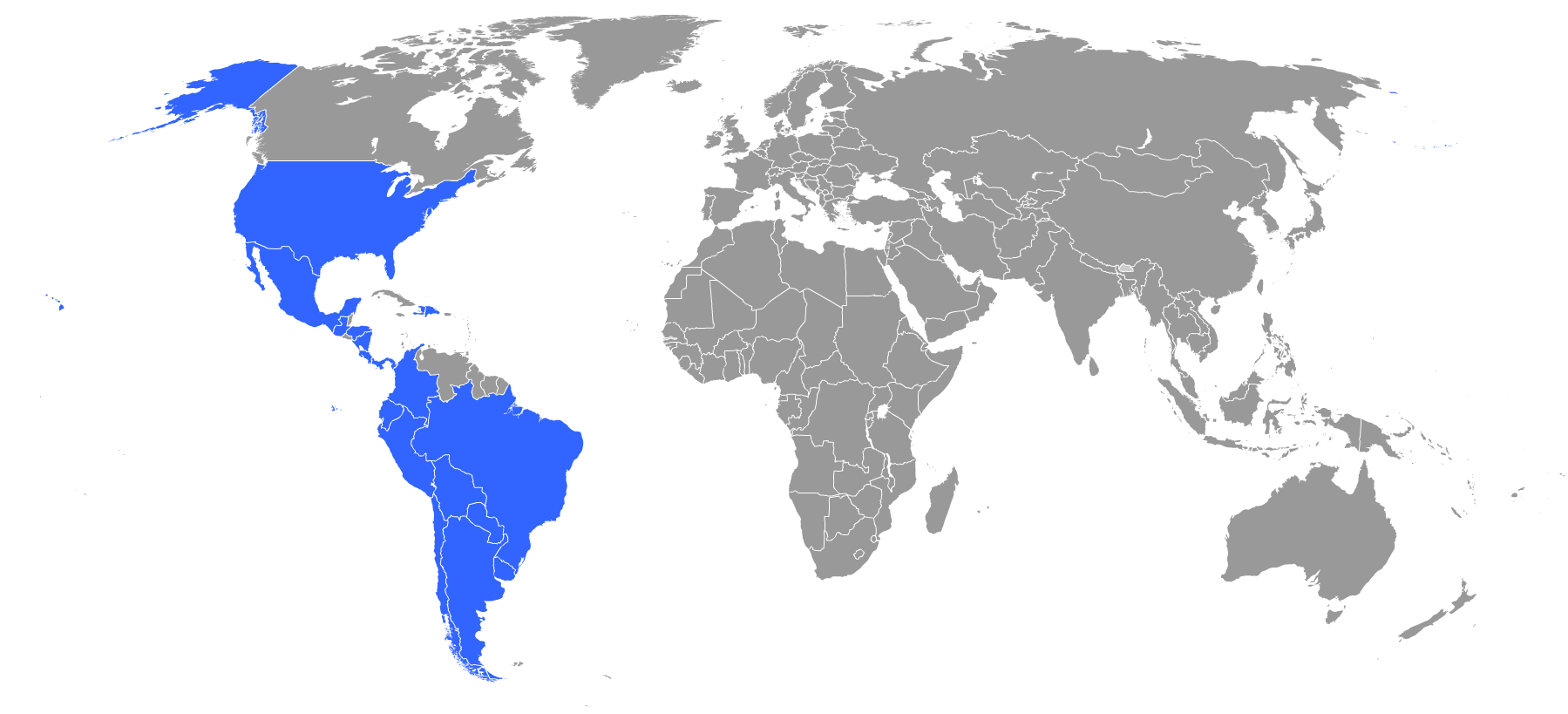
Kraje, które wprowadziły konwencję zostały zaznaczone na niebiesko.

| Kraj | Kraj              | Data                 |
| ---- | ----------------- | -------------------- |
|      | Argentyna         | 19 kwietnia 1950     |
|      | Boliwia           | 15 maja 1914         |
|      | Brazylia          | 31 sierpnia 1915     |
|      | Chile             | 14 czerwca 1955      |
|      | Dominikana        | 31 października 1912 |
|      | Ekwador           | 27 kwietnia 1914     |
|      | Gwatemala         | 28 marca 1913        |
|      | Haiti             | 27 listopada 1919    |
|      | Honduras          | 27 kwietnia 1914     |
|      | Kolumbia          | 23 grudnia 1936      |
|      | Kostaryka         | 30 listopada 1916    |
|      | Meksyk            | 24 kwietnia 1964     |
|      | Nikaragua         | 15 grudnia 1913      |
|      | Panama            | 25 listopada 1913    |
|      | Paragwaj          | 20 września 1917     |
|      | Peru              | 30 kwietnia 1920     |
|      | Stany Zjednoczone | 13 czerwca 1914      |
|      | Urugwaj           | 11 maja 1919         |

Źródło